# کیرن وست
کیرن وست (انگلیسی: Kieran West؛ زادهٔ ۱۸ سپتامبر ۱۹۷۷) قایقران روئینگ اهل بریتانیا است.
وی در مسابقات کشوری و بین‌المللی در مجموع برندهٔ ۲ مدال طلا، ۲ مدال نقره شده‌است.